# 삼산면 (고성군)
삼산면(三山面)은 대한민국 경상남도 고성군에 있는 면이다. 2011년 6월 1일을 기준으로 면적은 35.10, 인구는 945세대, 1,928명이다.

## 연혁
- 소가야국 어례향, 박달부곡, 번계현 설치
- 1018년 고려 현종 9년 고성현으로 개칭되면서 상서면과 상남면으로 나뉨
- 1914년 3월 1일 상서면과 상남면을 병합하여 삼산면으로 개칭, 미룡리 390번지(미동마을)에 면사무소 설치
- 1926년 병산리 82번지로 면사무소 이전
- 1927년 화재로 병산리 206-2번지로 재이전
- 1983년 2월 15일 이당리와 대독리를 고성읍에 편입(대통령령 제11027호)
- 1984년 8월 22일 병산리, 두포리, 미룡리, 삼봉리, 장치리, 판곡리의 법정 6개리로 조정(고성군조례 제858호)
- 1990년 3월 22일 미룡리 265번지(용호마을)로 면사무소 이전
- 2008년 5월 9일 삼봉리 ‘하촌’을 ‘해명’으로 변경

## 행정 구역
- 병산리
- 두포리
- 미룡리
- 삼봉리
- 장치리
- 판곡리

## 교육
- 삼산초등학교 (미룡리)
  - 포교분교 (폐교) - 삼산면 두포리 1364
  - 와도분교 (폐교) - 삼산면 와도길 20 (두포리)
- 삼오초등학교 (폐교) - 삼산면 공룡로 1662-50 (장치리)
- 소가야중학교